# ビコーズ・オブ・ユー (ケリー・クラークソンの曲)
「ビコーズ・オブ・ユー」（Because of You）は、アメリカ合衆国の女性歌手ケリー・クラークソンによる楽曲。

## 概要
この楽曲は、彼女の2作目のスタジオ・アルバム『ブレイクアウェイ』から4曲目のシングルとして2005年8月28日にリリースされた。
各国の週間シングルチャートでは、オランダ、デンマーク、スイスなどで1位を記録している。

## チャート
| チャート（2005年）               | 最高順位 |
| -------------------------------- | -------- |
| アメリカ（Billboard Hot 100）    | 7        |
| イギリス（全英シングルチャート） | 7        |